# المياه الميتة (رواية)
المياه الميتة هي رواية بوليسية للكاتبة نايو مارش. إنها الرواية الثالثة والعشرون التي ظهر فيها رودريك ألين، ونشرت لأول مرة عام 1964.

## ملخص القصة
تتعلق القصة بجريمة قتل في قرية ساحلية صغيرة، حيث يُعتقد أن نبعًا محليًا يمتلك خصائص علاجية معجزة يثري العديد من السكان المحليين الذين يقدمون خدماتهم لأولئك الذين يبحثون عن الشفاء ولا يمكنهم العثور عليه في أي مكان آخر. ترث الآنسة إميلي برايد، وهي معلمة قديمة في Alleyn's، المكان من أختها وتأتي لتفقد ممتلكاتها الجديدة مع خطط لوقف ما تعتبره استغلالًا مبتذلاً للأشخاص الساذجين واليائسين. تبدأ الآنسة إميلي في تلقي تهديدات مجهولة المصدر، على ما يبدو من السكان المحليين الذين يشعرون بالانزعاج من الانقطاع المقترح لازدهارهم الجديد. بعد تعرض الآنسة إميلي لهجوم جسدي، يصل ألين لحماية معلمه القديم المحبوب ولكن سرعان ما يتصاعد الوضع إلى القتل.

## الاستقبال
كتب جوليان سيمونز في صحيفة صنداي تايمز أن الصناعة التي تنشأ حول الشلال (بما في ذلك المهرجان) «تمنح الآنسة مارش الفرصة لاستخدام موهبتها في الكوميديا الاجتماعية اللطيفة، لكن التراجع بدأ مع جريمة القتل والتحقيق الرتيب إلى حد ما.» راجع فرانسيس إيلز لصحيفة الغارديان، قائلًا إن موضوع الكتاب «يناسب هذا الكاتب المفعم بالحيوية بشكل مثير للإعجاب: الاحتيال الممزوج بالتصوف القريب القائم على نافورة تعمل المعجزة، مع مكافأة جريمة قتل صغيرة محيرة بشكل جيد. وكما جرت العادة مع الآنسة مارش، هناك بعض الشخصيات التي يمكن ملاحظتها جيدًا، على الرغم من أن الآنسة إميلي برايد نفسها، تلك السيدة العجوز المتصلبة العنق، ربما تكون من النوع الخيالي إلى حد كبير.» اعتقدت صحيفة أخبار لندن المصورة أن ذلك عودة إلى الشكل، «ليس أن المياه الميتة عبارة عن رقعة من كتبها السابقة التي تضم ألين الوسيم: ومع ذلك، فإن قصة القتل هذه في بركة «الشفاء» لمحاكاة ساخرة كورنيش لورد تجسد لغزًا جيدًا، وواحدًا من تلك القصص الصعبة والرائعة. امرأة عجوز تتخصص فيها الآنسة مارش بمثل هذه المهارة.» مراجعة نهاية العام للخيال البوليسي لعام 1964 في صحيفة صنداي تلغراف أعطت الكتاب نجمة واحدة فقط من بين أربعة محتملة.

## الاقتباس في التلفزيون
عدلت هذه الرواية في عام 1994 للمسلسل التلفزيوني ألغاز المفتش ألين، مع باتريك مالاهايد في دور رودريك ألين وبليندا لانغ في دور أجاثا تروي. تمت إعادة تسمية الجزيرة (الاسكتلندية في الفيلم الطويل) من Portcarrow إلى Portcarrick، وحدث الحدث في الأربعينيات من القرن الماضي؛ كان السيناريو من تأليف ت.ر. بوين. ضم طاقم العمل مارجريت تيزاك (مثل إميلي برايد) وجين لابوتير. من بين الحريات التي تم أخذها في حبكة مارش كان التطعيم على قصة اقتراح ألين لأجاثا تروي (من الموت في ربطة عنق بيضاء).